# 白璧 (嘉靖進士)
白璧（1514年—？），字石仲，直隸河間府河間縣人，民籍，明朝政治人物。

## 生平
順天府鄉試第二十名舉人。嘉靖二十年（1541年）中式辛丑科會試第一百七十一名，登第三甲第十四名進士。

## 家族
曾祖白友諒，壽官；祖父白晟；父白允經，母南氏。重庆下。